# Club Atlético Lanús
Maillots
Actualités
Le Club Atlético Lanús est un club de football argentin fondé en 1915 et basé à Lanús, dans la province de Buenos Aires.

## Histoire
Le 31 octobre 2017, Lanús gagne le match de demi-finale retour de la Copa Libertadores face à River Plate sur le score de 4-2 (4-3 en faveur de Lanús sur l'ensemble des deux matchs), après une rencontre historique et accède à sa première finale de la Copa Libertadores. Le club argentin perd ensuite contre le club brésilien de Grêmio 3-1 sur l'ensemble des deux matchs (0-1 à l'aller, 1-2 au retour).
Il est nommé troisième meilleur club argentin de la décennie 2011-2020 selon l'IFFHS, seulement dépassé par les géants Boca Juniors et River Plate, et dix-huitième club sud-américain sur la même période.

## Palmarès
| Compétitions nationales | Compétitions internationales |
| --- | --- |
| - Championnat d'Argentine (2) : - Champion : 2007 (Apertura) et 2016 - Vice-champion : 1956, 1998 (Clausura), 2006 (Clausura), 2011 (Clausura) et 2013 (Inicial) - Championnat d'Argentine de D2 (5) : - Champion : 1950, 1964, 1971, 1976 et 1992 - Vice-champion : 1989 - Championnat d'Argentine de D3 (1) : - Champion : 1981 - Supercoupe d'Argentine (1) : - Vainqueur : 2016 - Copa Bicentenario (es) (1) : - Vainqueur : 2016 | - Copa Libertadores : - Finaliste : 2017 - Copa Sudamericana (1) : - Vainqueur : 2013 - Finaliste : 2020 - Recopa Sudamericana : - Finaliste : 2014 - Copa CONMEBOL (1) : - Vainqueur : 1996 - Finaliste : 1997 - Coupe Suruga Bank : - Finaliste : 2014 |